# Verners Tepfers
Verners Tepfers, latvijski general, * 1893, † 1958.